# Klaw Theatre
Le Klaw Theatre, plus tard rebaptisé Avon Theatre était un théâtre de Broadway situé au 251 de la 45e Rue ouest à Manhattan, New York. Bâti sur des plans de l'architecte Eugene De Rosa pour les producteurs Marcus Klaw et Abe Erlanger, il ouvre en 1921, pouvant accueillir 805 spectateurs.

## Histoire
CBS le loue en 1934 puis le rachète, il devient le CBS Radio Playhouse No. 2. Revendu en 1953, il est démoli pour faire place à un parking.en 1954,.
La pièce Hell-Bent fer Heaven de George Abbott, lauréat du prix Pulitzer, y est créée en 1923. La même année, on y présente Meet the Wife (en) de Lynn Starling (en) avec Mary Boland, Clifton Webb et Humphrey Bogart, la pièce est jouée à 232 reprises jusqu'en 1924. Strictly Dishonorable (en) de Preston Sturges y connaît le succès le plus durable avec 557 représenations.

## Représentations (liste non exhaustive)

### Klaw Theatre
- Nice People (en) (1921)
- The Last Warning (1922)
- The Breaking Point (en) (1923)
- Meet the Wife (en) (1923)
- Hell-Bent Fer Heaven (1924)
- Scotch Mist (en) (1926)
- Merry-Go-Round (1927)
- The Breaks (1928)
- Gipsy (en) (1929)

### Avon Theatre
- Strictly Dishonorable (en) (1929)
- Hay Fever (1931)
- The Wives of Henry VIII (1931)